# Рыжково (Наро-Фоминский район)
Рыжково — деревня в Наро-Фоминском районе Московской области, входит в состав сельского поселения Атепцевское. Численность постоянного населения по Всероссийской переписи 2010 года — 5 человек, в деревне числятся 6 улиц и 7 садовых товариществ. До 2006 года Рыжково входило в состав Каменского сельского округа.
Деревня расположена на юге центральной части района, на правом берегу реки Нары, примерно в 15 км к юго-востоку от Наро-Фоминска, высота центра над уровнем моря 174 м. Ближайшие населённые пункты — Курапово на противоположном берегу реки, Клово в 1,5 км на север и Мельниково в 1,5 км на северо-восток.